# Econofísica
La econofísica es un subcampo metodológico en desarrollo de la economía y la física que estudia la economía con los principios, métodos y teorías de la física para describir, explicar y comprender los fenómenos económicos del actuar de las personas e instituciones.  Es un campo adyacente a la economía matemática. 

## Historia de la econofísica

### Antecedentes remotos
Daniel Bernoulli propuso una teorización que constituye una base pionera de la teoría de la utilidad esperada. Louis Bachelier se anticipo en su obra doctoral «Théorie de la spéculation» (1990) con supervisor doctoral al matemático y físico Henri Poincaré, al desarrollo de las ecuaciones de movimiento browniano para el estudio del comportamiento de los precios de acciones de Albert Einstein, que describe formalmente en 1905 (5 años después), movimiento que había sido descubierto empíricamente por el médico Robert Brown en 1827. Irving Fisher un representante de la economía neoclásica (periodo del pensamiento económico) que desarrollo teóricamente la economía monetaria y la economía financiera aborda el comportamiento de los precios y fundamenta matemáticamente un re-descubrimiento del equilibrio general en su tesis   doctoral en matemáticas "Mathematical Investigations in the Theory for Value and Prices" (1892) con supervisor doctoral al físico Josiah Willard Gibbs (padre de la termodinámica), que constituía un re-descubrimiento por haberse descubierto anticipadamente por Léon Walras en su obra «Éléments d’économie politique pure, ou théorie de la richesse sociale» (1874).
|                  |                 |               |
| Daniel Bernoulli | Louis Bachelier | Irving Fisher |

### Antecedentes
Benoît Mandelbrot en su obra «The Variation of Certain Speculative Prices» (1963) observo la volatilidad de series de tiempo con un fenómeno de clúster de volatilidad con un análisis fractal, luego sería capturado por Robert F. Engle en el modelo autorregresivo con heterocedasticidad condicional (1982). William Sharpe en su obra «A Simplified Model for Portfolio Analysis» (1963) y Paul Samuelson (cuyo mentor fue Edwin Bidwell Wilson) representante de la síntesis neoclásica en su obra «Proof that Properly Anticipated Prices Fluctuate Randomly» (1965) formalizaron el movimiento browniano en la economía financiera.
|                   |                |                |
| Benoît Mandelbrot | William Sharpe | Paul Samuelson |

Fischer Black y Myron Scholes publicaron el artículo «The pricing of options and corporate liabilities» (1973) desarrollaron el modelo de Black-Scholes. Robert C. Merton publicó el artículo «Theory of rational option pricing» (1973) en el que aplicaba el Lema de Itô (en el Cálculo de Itô equivale en un proceso estocástico a la regla de la cadena) desarrollado por el matemático Kiyoshi Ito. Myron Scholes y Robert C. Merton fueron laureados con el Premio Nobel Conmemorativo de Economía en 1997, Fischer Black no alcanzó ha ganarlo debido a que falleció dos años antes del reconocimiento por su contribución (falleció en 1995).
|               |               |                  |
| Fischer Black | Myron Scholes | Robert C. Merton |

J. Michael Harrison y David M. Kreps desarrollan una teoría de fijación de precios derivada mediante martingalas y semimartingalas, siendo pionero en la relación de no arbitaje y la teoría de martingalas (desarrollada por Paul Pierre Lévy, Jean Ville, Joseph Leo Doob y Kiyoshi Itō), desarrollando los teoremas fundamentales de la fijación de precios de activos, en su artículo «Martingalas y arbitraje en mercados de valores multiperiodo» (1979), que constituye una generalización del modelo de Black-Scholes. J. Michael Harrison y Stanley R. Pliska desarrollan una versión más básica del teorema fundamental de la fijación de precios de activos en «Martingalas e integrales estocásticas en la teoría del trading continuo» (1981). David M. Kreps desarrolla una generalización en donde unifica en el principio de no arbitraje, la teoría de decisión, la teoría de juegos y el equilibrio general en su artículo «Arbitraje y equilibrio en economías con un número infinito de productos básicos» (1981), proporcionando una base para los modelos de tiempo continuo de la teoría financiera de arbitraje de los mercado de valores y modelos de consumo-inversión de tiempo continuo.
|                     |                |                   |
| J. Michael Harrison | David M. Kreps | Stanley R. Pliska |

### Origen disciplinar
La econofísica se define inicialmente como subcampo en los años 1990, principalmente en el entorno del prestigiado Santa Fe Institute de Nuevo México, que se especializa al estudio de los sistemas complejos. Uno de los principales exponentes de la econofísica es W. Brian Arthur, quien acuñó el término "economía adaptativa" para denominar sistemas económicos formados por un número grande de agentes que realizan transacciones de tipo económico. El mejor ejemplo se conoce como el problema del bar "El Farol". Aparentemente, fue el profesor de Física de la Universidad de Boston, H. Eugene Stanley, el primero en llamar así a esta disciplina. 
H. Eugene Stanley, en su obre «Introducción a la econofísica: correlaciones y complejidad en finanzas» (1999)  hace uso de conceptos de la física estadística en el análisis de sistemas financieros.  En su obra «Manual de negociación de alta frecuencia y modelado en finanzas» (2016) introduce modelos de ciencias físicas, por ejemplo los geofísicos, para el análisis de la dinámica y complejidad de los mercados financieros utilizando datos de alta frecuencia. En su obra «El ascenso y la caída de las empresas: un marco estocástico sobre la innovación, la destrucción creativa y el crecimiento» (2020) presentan basados en la física estadística y la econometría un modelo de innovación, destrucción creativa y crecimiento. El primer artículo de H. Eugene Stanley en relación con la economía se inscribe en la economía urbana, en su artículo «Modelado de la morfología de ciudades y pueblos» (1995) analizando el crecimiento urbano bajo una dinámica de los clústeres con un modelo de agregación limitada por difusión (DLA) y el artículo «Comportamiento de escalamiento en la dinámica de un índice económico» (1995) en la que se analiza fenómenos de escalamiento de los sistemas económicos en particular del sistema financiero, es decir, explorando una ley de potencia de un observable particular, específicamente de la distribución de probabilidad de un índice económico particular (el Standard & Poor's 500). Su primer artículo en el subcampo economía de complejidad fue «Fluctuaciones anómalas en la dinámica de sistemas complejos: del ADN y la fisiología a la econofísica» (1996) centrándose en sistemas con correlaciones de largo alcance no triviales. En «Fluctuaciones anómalas en la dinámica de sistemas complejos: del ADN y la fisiología a la econofísica» (1996), Actas de la Conferencia de Calcuta de 1995 sobre dinámica de sistemas complejos, fue donde se introdujo el término «econofísica» en analogía con los términos biofísica, geofísica y astrofísica; y surge para intentar legitimar por qué a los estudiantes de posgrado en física que obtienen un doctorado en física se les debería permitir trabajar en problemas originados en la economía (el término “Econofísica” se introdujo en 1995), siendo el profesor de física H. Eugene Stanley el que acuñó el término en la conferencia y fue incluida formalmente en la publicación del artículo en la revista científica Physica A..
|                   |                 |
| H. Eugene Stanley | W. Brian Arthur |

### Econofísicos destacados contemporáneos
- H. Eugene Stanley
- Xavier Gabiax
- Jose A. Scheinkman
- W. Brian Arthur

## Interrelación entre la econofísica y la física

### Métodos de la econofísica
Entre los métodos aplicados se encuentran:
- Los procesos estocásticos como el movimiento browniano.
- Las Matrices aleatorias en el Cálculo estocástico.
- Geometría de la información.
- Los Sistemas complejos.[22]
- Dinámica no lineal.[23][24][25][26][27]
- Teoría del caos.[28][29]
- Dinámica de Sistemas Desordenados.[30][31][32]
- Teoría de la percolación.
- Geometría discreta.[33]
- Geometría simpléctica[34]
- Geometría tropical.[35]
- Geometría de contacto.
- Geometría algebraica en dimensiones superiores.
- Geometría diferencial.[36][37]
- Análisis multifractal.[38]
- Otros de la física matemática.

### Metodologías de campos de la física
Mientras en las teorías se encuentran:
- La física estadística[39][40][41][42][43][44]
- La termodinámica
- La física de las oscilaciones
- Otras de las ciencias físicas.

## Desarrollos econofísicos
La econofísica ha permitido descubrir leyes que se establecen empíricamente y teóricamente. 
Ejemplos de econofísica incluyen el uso de la teoría de la percolación para explicar fluctuaciones en los mercados, el uso de modelos de infarto cardíaco, criticalidad autorganizada y dinámica de placas tectónicas para explicar las caídas en las bolsas de valores. La econofísica se preocupa por explicar fenómenos de escalamiento y autosimilares como las leyes de potencias en la distribución de la riqueza. El estudio de la existencia del caos determinista en los patrones de transacciones económicas y sus horizontes de predicción temporal. La identificación de elecciones entrelazadas o separables empleando física matemática de la física cuántica. 
Conceptos como el equilibrio económico tendrán una analogía en física, en el estudio de la termodinámica, según sea hacia sistemas en equilibrio (termodinámica de equilibrio) o sistemas fuera de equilibrio (termodinámica irreversible o termodinámica del no equilibrio), donde ven posibilidades de avances considerables, conectando sus métodos y teorías de estudio. 

## Revistas especializadas
- Physica A: Statistical Mechanics and its Applications.[48]
- Journal of Economic Dynamics and Control.[49]
- Studies in Nonlinear Dynamics & Econometrics (SNDE).[50]
- The European Physical Journal B.[51]
- Journal of Econophysics.[52]
- Econophysics Letters.[53]
- Quantitative Finance.[54]
- Journal of Complexity.[55]

## Econofísica heterodoxa
Los economistas heterodoxos también han aplicado la física en la comprensión de la economía, como Nicholas Georgescu-Roegen, que aplica nociones termodinámicas como la entropía a los procesos económicos, aunque bajo un punto de vista alejado de la noción clásica de equilibrio económico. En otros términos, es la aplicación de desarrollos realizados en las ciencias físicas a la Economía heterodoxa.

## Campos aplicados
- Astroeconomía
- Teoría evolutiva de juegos
- Juegos de campo medio (Mean-field game theory)
- Redes económicas
- Teoría de juegos combinatorios
- Juegos bayesianos cuánticos[56]
- Economía de la complejidad
- Economía evolutiva
- Bioeconomía [Bioeconomics] (en relación con la Biología Matemática).
- Economía de la ergodicidad.[57]

## Campos de difusa identificación de econofísica ortodoxa y heterodoxa
- Termoeconomía (en relación con la Termodinámica).